# شمیدموهلن
شمیدموهلن (به آلمانی: Schmidmühlen) یک شهر در آلمان است که در امبرگ-سولزباخ واقع شده‌است. شمیدموهلن ۲٬۴۷۶ نفر جمعیت دارد.